# مسرح عبادي الجوهر أرينا
مسرح عبادي الجوهر أرينا مسرح مُتعدد الاستخدامات يقع في مدينة جدة، افتتح رسمياً في 4 يوليو 2024م، ويتسع لستة عشر ألف شخص. وقامت على إنشاء المسرح شركة بنش مارك بدعم من الهيئة العامة للترفيه.

## التاريخ
في أبريل 2023م أعلن عن إنشاء مسرح يحمل اسم الفنان عبادي الجوهر في جدة؛ وذلك تتويجاً لإسهامات الفنان عبادي الجوهر في تاريخ الأغنية السعودية على مدى خمسة عقود.
استغرق إنجاز المسرح مدة قياسية هي 117 يومًا.
في 4 يوليو 2024م تزامن افتتاح عبادي الجوهر أرينا مع عودة موسم جدة 2024 تحت شعار «من جديد».

## مواصفات المسرح
بُني على مساحة 80 ألف متر مربع في موقع مميز يخدم ثلاث طرق رئيسية في جدة هي، طريق الملك عبد العزيز، طريق الأمير سلطان، وطريق المدينة المنورة.
يستقبل مختلف الحفلات، والمسرحيات، والعروض، بجانب متحف خاص لمقتنيات الفنان عبادي الجوهر، ومواقف سيارات كافيهة للزوار.